# Sustitución por sangre

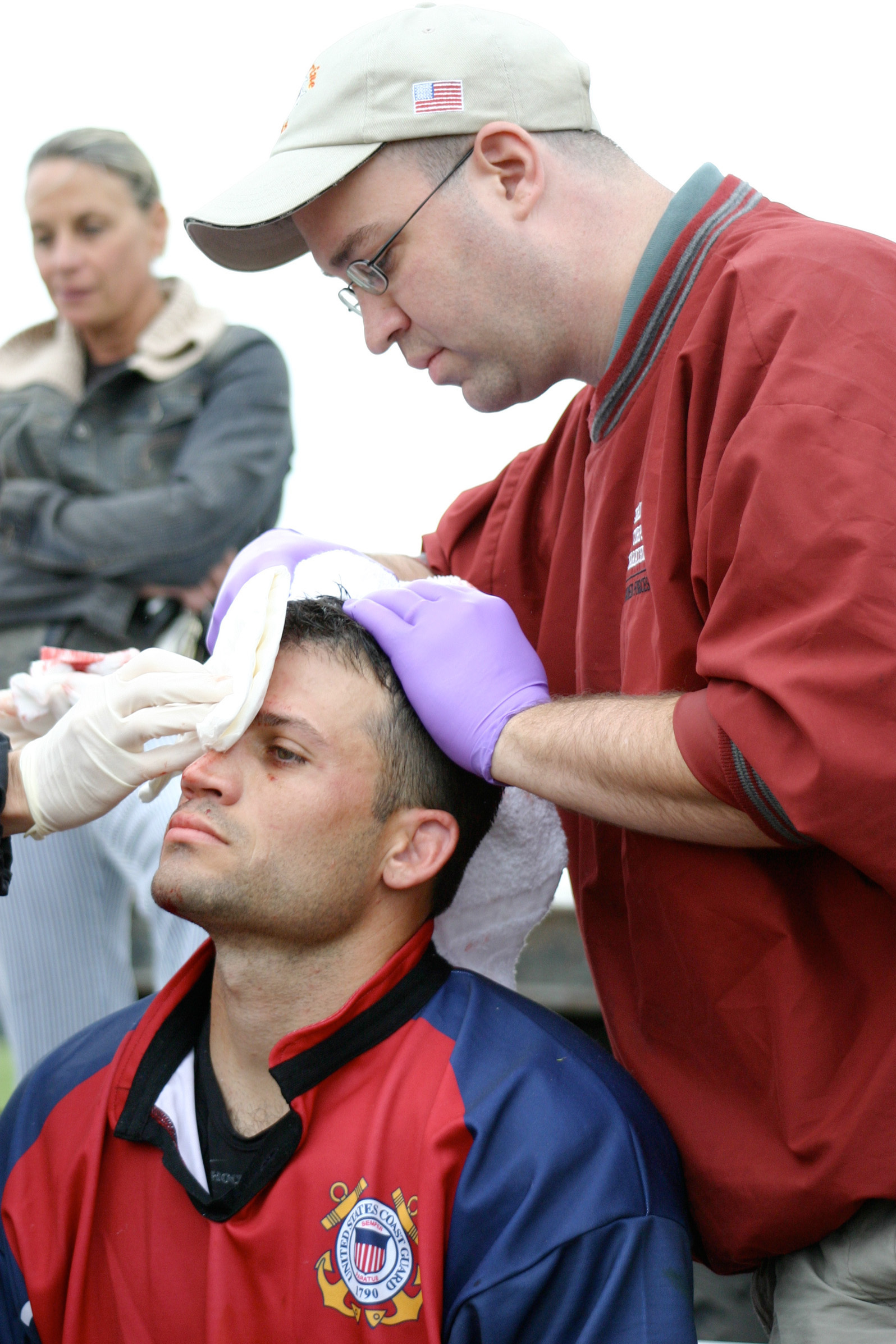
Un médico atiende a rugbista por herida.

La sustitución por sangre es un tipo especial de sustitución que existe en el rugby, donde las lesiones deportivas son altamente comunes. Se usa cuando un jugador debe abandonar temporalmente el campo para ser atendido por una conmoción cerebral, fractura ósea, hemorragia o herida; siendo reemplazado por otro y luego se reincorpora al juego en sustitución de su cambio.

## Rugby union

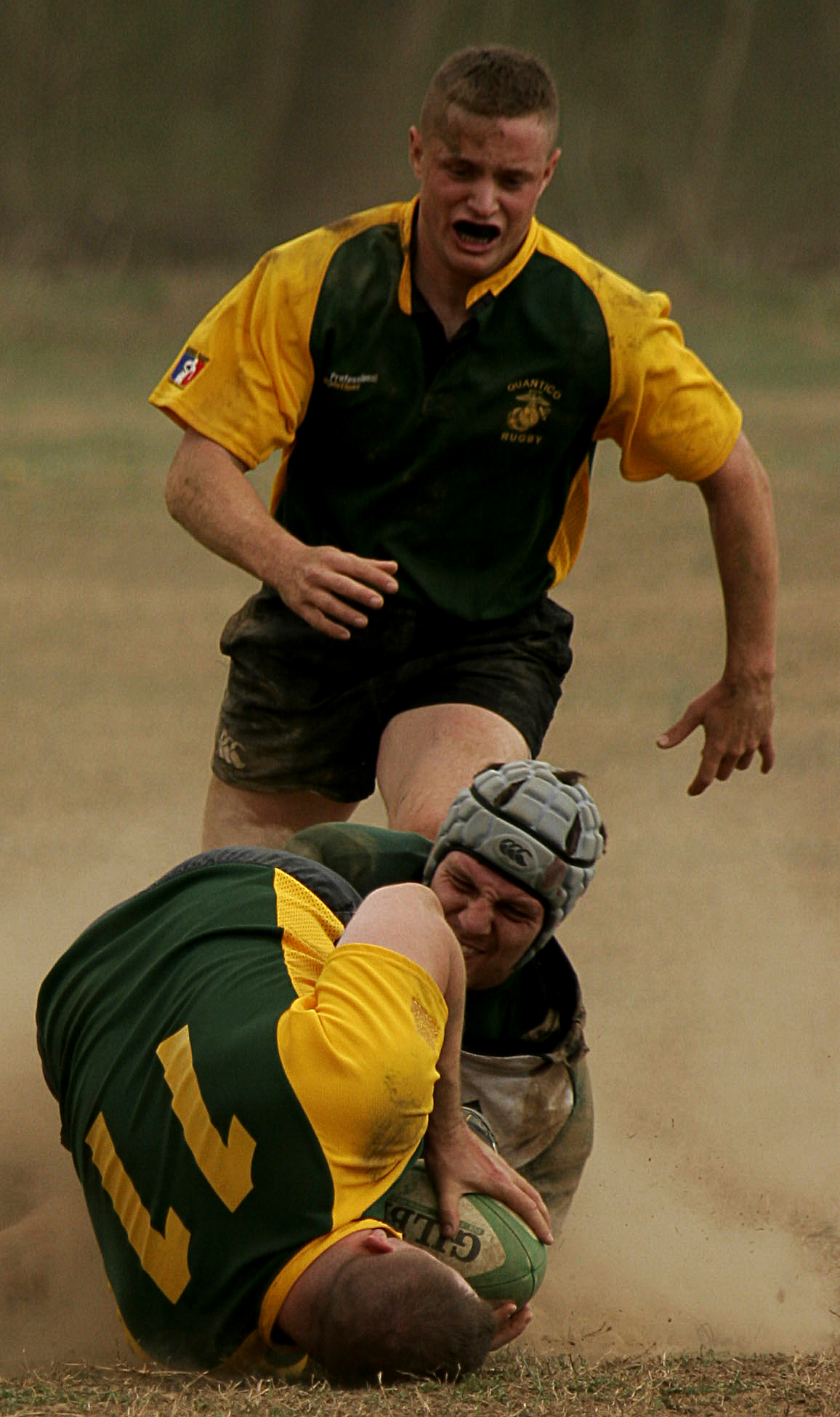
El rugby es un deporte con altísima incidencia de lesiones.

En el rugby union, la variante popularmente más importante, la sustitución por sangre está prevista en la Ley 3.10 del Reglamento de juego sancionado por World Rugby.
Un jugador que ha sido herido puede ser reemplazado hasta por quince minutos (tiempo corrido), durante los cuales puede recibir tratamiento de primeros auxilios para detener el flujo de sangre y vendar la herida. El jugador puede entonces pedir al árbitro que regrese al terreno de juego. La regulación de regreso al juego es una regulación en el rugby union que reduce la probabilidad de un regreso prematuro al juego por parte de los jugadores lesionados. Sin embargo, los estudios han demostrado que existe una alta tasa de incumplimiento de este reglamento y, por lo tanto, destaca la necesidad de implementar y difundir el reglamento de regreso al juego.

## Rugby league
En el rugby league, aquel con trece jugadores, la sustitución por sangre se utilizó en 1991 por primera vez.
El árbitro hace cumplir las sustituciones de reemplazo de sangre después de que se ha dado cuenta de que un jugador está sangrando. Este cambio reemplaza a uno de los 10 reemplazos asignados que se permiten a los equipos. En el caso de mala conducta, cuando el incidente que condujo a la lesión se haya puesto en un informe o se haya eliminado o expulsado, el reemplazo es gratuito (no cuenta), sin embargo, cuando el jugador regresa, esto cuenta como un intercambio.

## Trampa
Las sustituciones por sangre se han utilizado para hacer trampas, comúnmente fingiendo una lesión y emplear el reemplazo temporal con fines tácticos o para retirar a un jugador que deseen traer de vuelta más tarde.
El Bloodgate fue el hecho más famoso, sucedido en los cuartos de final de la Copa Heineken 2008–09, cuando un wing de los Harlequins FC fingió una lesión y se usó la sustitución para facilitar un cambio táctico. La RFU descubrió que los Harlequins usaban la táctica habitualmente y suspendió al técnico Dean Richards por tres temporadas.